# 후지카와 히사타카
후지카와 히사타카(일본어: 藤川 久孝, 1964년 5월 1일 ~ )는 일본의 전 축구 선수이다.

## 구단 경력
1987년 일본 사커 리그의 토요타 자동차(나고야 그램퍼스 에이트)에 입단했다. 1995년 제프 유나이티드 이치하라로 이적했다. 1996년후 현역 은퇴.